# Schismatoglottis trivittata
Schismatoglottis trivittata là một loài thực vật có hoa trong họ Ráy (Araceae). Loài này được Hallier miêu tả khoa học đầu tiên năm 1896.